# Rio Glaviţa
O Rio Glaviţa é um rio da Romênia, afluente do Coşteiu-Chizătău Canal, localizado no distrito de Timiş.